# Куркури
Куркури (фр. Courcoury) насеље је и општина у западној Француској у региону Поату-Шарант, у департману Приморски Шарант која припада префектури Сент.
По подацима из 2011. године у општини је живело 722 становника, а густина насељености је износила 57,03 становника/km². Општина се простире на површини од 12,66 km². Налази се на средњој надморској висини од 15 метара (максималној 30 m, а минималној 2 m).

## Демографија
| 1962. | 1968. | 1975. | 1982. | 1990. | 1999. | 2011. |
| ----- | ----- | ----- | ----- | ----- | ----- | ----- |
| 522   | 528   | 471   | 525   | 546   | 571   | 722   |

График промене броја становника у току последњих година